# Galien
Galienus, Publius Licinius Egnatius Gallienus (218-268) – syn Waleriana I, cesarz rzymski od 253 roku (jako współrządca) i samowładnie od 260. Z żoną Saloniną miał trzech synów: Waleriana II, Salonina i (prawdopodobnie) Maryniana. Jego panowanie jest okresem postępującego rozpadu imperium, z którym cesarz zdaniem historyków nie potrafił sobie poradzić.
Wstrzymał rozpoczęte przez ojca Waleriana prześladowania chrześcijan, argumentując, iż nie można siłą wymuszać przekonań religijnych.
Zreformował armię tworząc tzw. vexillationes – rezerwowe oddziały, stacjonujące na terytorium kraju, które w razie potrzeby ruszały do boju, a także wprowadzając duże oddziały jazdy, która dotąd pełniła tylko funkcje pomocnicze (dowódcą formacji jazdy został Aureolus, który później ogłosił się cesarzem).
Galien pozbawił senatorów wszelkich stanowisk w wojsku i administracji, zastępując ich ekwitami. Zdaniem Aleksandra Krawczuka akt ten przyczynił się do późniejszego przedstawiania postaci Galiena w niekorzystny sposób przez historyków pochodzących ze stanu senatorskiego.
Za panowania Galiena tereny cesarstwa nękane były atakami Persów, Franków, Alamanów i Gotów, którzy w 267 r. zdobyli Ateny. W Galii cesarski namiestnik Postumus ogłosił się cesarzem, tworząc oddzielne cesarstwo galijskie. Na wschodnich ziemiach zaś, faktyczną władzę objął król Palmyry Odenat usamodzielnił swój kraj włączony ponownie w granice imperium dopiero przez Aureliana. W 268 roku, podczas oblężenia Mediolanu, w którym bronił się uzurpator Aureolus, cesarz i jego żona oraz syn Marinianus zostali zamordowani w wyniku spisku dowódców.
Po śmierci został zaliczony w poczet bogów.
Galien żywo interesował się zagadnieniami filozoficznymi. Na jego dworze działał Plotyn, twórca neoplatonizmu.
Małżeństwo cesarza z Saloniną często uchodzi za przykład wyjątkowej wierności i zgodności małżonków, jednak pogląd ten w kontekście relacji historyków wydaje się błędny, gdyż zachowały się relacje o romansie cesarza z Piparą, córką króla Markomanów.